# Hartmut Bock
Hartmut Alfred Bock (* 20. Dezember 1944 in Hanum) ist ein deutscher Lehrer, Museologe und Heimatforscher.

## Leben und Wirken
Zu Beginn der 1950er Jahre besuchte Hartmut Bock die Grundschule in seinem Geburtsort Hanum im Landkreis Salzwedel und anschließend die Zentralschule in Jübar und die POS Stöckheim. Von 1961 bis 1964 studierte er an der Fachschule Museologie in Weißenfels, wo er den Abschluss als Museologe erlangte. Eines seiner Praktika absolvierte er im Johann-Friedrich-Danneil-Museum in Salzwedel.
Nach 18-monatiger Tätigkeit als Assistent im Heimatmuseum der Stadt Genthin nahm er nach dem Dienst in der NVA 1967 ein Lehrerstudium für Geschichte und Deutsch an der Universität Rostock auf, das er 1971 als Diplom-Lehrer abschloss. Anschließend erhielt er an der Johann-Friedrich-Danneil-Schule in Stöckheim eine Anstellung als Deutsch- und Geschichtslehrer. 1985 wurde er zum Oberlehrer ernannt. 1990 wechselte Hartmut Bock an die Oberschule nach Jübar, wo er bis zum Erreichen des Rentenalters tätig war.
Hartmut Bock ist seit 1972 als ehrenamtlicher Kreisbodendenkmalpfleger im Kreis Klötze tätig gewesen und übernahm gleichzeitig die Leitung der Arbeitsgemeinschaft Junge Archäologen der Altmark, mit der er zahlreiche Ausgrabungen in der Altmark vornahm, darunter in Wallstawe, Osterwohle, Maxdorf, Vitzke und Hohendolsleben.
Viele Ausgrabungen wurden gemeinsam mit Lehrer Otto Mewes aus Kleinau und seiner Arbeitsgemeinschaft durchgeführt.
Von 1986 bis 1990 war er Mitglied des Wissenschaftlichen Beirates für Bodendenkmalpflege beim Ministerium für Hoch- und Fachschulwesen. 2003 erfolgte die Berufung in den Beirat der Deutschen Gesellschaft für Ur- und Frühgeschichte e. V.
In Zusammenarbeit mit dem Direktor des Johann-Friedrich-Danneil-Museums in Salzwedel und späteren Direktor des Freilichtmuseums Diesdorf, Peter Fischer (1943–1996), forschte er in verschiedenen Archiven sowie Bibliotheken und befragte mit Schülern Zeitzeugen zu zahlreichen ethnographischen Themen und publizierte zu ausgewählten Themen der Ur-, Heimat- und Kulturgeschichte sowie zur Volkskunde im Bereich der Altmark.
Von 1990 bis 1994 war er parteiloses Mitglied des Gemeinderates in Jübar.

## Ehrungen (Auswahl)
- 1986 Johannes-R.-Becher-Medaille in Silber
- 1990 Leibnizmedaille der Akademie der Wissenschaften Berlin
- 1995 Denkmalpreis des Landes Sachsen-Anhalt für Junge Archäologen der Altmark e. V.
- 2000 Ehrenbürger von Jübar
- 2002 Deutscher Archäologiepreis für Junge Archäologen der Altmark e. V.
- 2014 Bundesverdienstkreuz am Bande
- 2022 Ehrenmedaille der Gemeinde Jübar

## Werke
- mit Peter Fischer u. a.: Die nordwestliche Altmark – eine Kulturlandschaft. Sparkasse Gifhorn-Wolfsburg, Wolfsburg 1991.
- als Hrsg.: Archäologie in der Altmark Band 1 und 2. Oschersleben 2002, ISBN 3-935358-35-0.
- mit Barbara Fritsch und Lothar Mittag: Großsteingräber der Altmark. Halle (Saale) 2006, ISBN 3-8062-2091-3.
- Wir waren ein rundes Häuflein Geschwister. Oschersleben 2007, ISBN 978-3-938380-56-7.
- Mobilmachung befohlen. Oschersleben 2008, ISBN 978-3-938380-75-8.
- mit Horst Fischer und Heiner Kamieth: Jübar und seine Menschen. Ein Bildband. 2011.
- mit Gotthold Hofmüller und Michael Scholz: Kirchliches Leben in Diesdorf. Oschersleben 2011, ISBN 978-3-86289-030-9.
- 40 Jahre Ausgrabungen der Jungen Archäologen der Altmark. (= Kleine Hefte zur Archäologie in Sachsen-Anhalt. Heft 9). 2012, ISBN 978-3-939414-71-1.
- Obrigkeit und Untertanen. 2014, ISBN 978-3-86289-083-5.
- Vergodendeel un Hochtied – Bräuche und Feste in der Altmark. Bayer & Beran, Langenweißbach & Salzwedel 2021, ISBN 978-3-95741-170-9.